# Адміністративний устрій Голованівського району
Адміністративний устрій Голованівського району — адміністративно-територіальний поділ Голованівського району Кіровоградської області на 2 селищні ради та 22 сільські ради, які об'єднують 50 населених пунктів та підпорядковані Голованівській районній раді. Адміністративний центр — смт Голованівськ.

## Список радГолованівського району
| №  | Назва                         | Центр            | Населені пункти                                                       | Площа км² | Місце за площею | Населення (2001), чол. | Місце за населенням |
| -- | ----------------------------- | ---------------- | --------------------------------------------------------------------- | --------- | --------------- | ---------------------- | ------------------- |
| 1  | Голованівська селищна рада    | смт Голованівськ | смт Голованівськ с-ще Голованівськ                                    |           |                 |                        |                     |
| 2  | Побузька селищна рада         | смт Побузьке     | смт Побузьке                                                          |           |                 |                        |                     |
| 3  | Вербівська сільська рада      | с. Вербове       | с. Вербове                                                            |           |                 |                        |                     |
| 4  | Грузька сільська рада         | с. Грузьке       | с. Грузьке с. Ясне                                                    |           |                 |                        |                     |
| 5  | Ємилівська сільська рада      | с. Ємилівка      | с. Ємилівка с-ще Ємилівка                                             |           |                 |                        |                     |
| 6  | Журавлинська сільська рада    | с. Журавлинка    | с. Журавлинка с. Цвіткове                                             |           |                 |                        |                     |
| 7  | Капітанська сільська рада     | с. Капітанка     | с. Капітанка                                                          |           |                 |                        |                     |
| 8  | Клинівська сільська рада      | с. Клинове       | с. Клинове с. Ковалівка                                               |           |                 |                        |                     |
| 9  | Красногірська сільська рада   | с. Красногірка   | с. Красногірка с. Манжурка                                            |           |                 |                        |                     |
| 10 | Крутеньківська сільська рада  | с. Крутеньке     | с. Крутеньке                                                          |           |                 |                        |                     |
| 11 | Лебединська сільська рада     | с. Лебединка     | с. Лебединка с. Лещівка с. Табанове с. Тернове                        |           |                 |                        |                     |
| 12 | Липовеньківська сільська рада | с. Липовеньке    | с. Липовеньке с. Грузянка с. Липняги                                  |           |                 |                        |                     |
| 13 | Люшнюватська сільська рада    | с. Люшнювате     | с. Люшнювате                                                          |           |                 |                        |                     |
| 14 | Межирічківська сільська рада  | с. Межирічка     | с. Межирічка с. Краснопілля                                           |           |                 |                        |                     |
| 15 | Молдовська сільська рада      | с. Молдовка      | с. Молдовка с. Матвіївка с. Надеждівка                                |           |                 |                        |                     |
| 16 | Наливайківська сільська рада  | с. Наливайка     | с. Наливайка                                                          |           |                 |                        |                     |
| 17 | Перегонівська сільська рада   | с. Перегонівка   | с. Перегонівка с. Давидівка с-ще Лісне с. Полонисте                   |           |                 |                        |                     |
| 18 | Пушківська сільська рада      | с. Пушкове       | с. Пушкове с. Одая                                                    |           |                 |                        |                     |
| 19 | Роздольська сільська рада     | с. Роздол        | с. Роздол                                                             |           |                 |                        |                     |
| 20 | Розкішненська сільська рада   | с. Розкішне      | с. Розкішне с. Костянтинівка с. Маринопіль с. Мар'янівка с. Новосілка |           |                 |                        |                     |
| 21 | Свірнівська сільська рада     | с. Свірневе      | с. Свірневе с. Зелена Балка с. Новоголованівськ с. Олексіївка         |           |                 |                        |                     |
| 22 | Семидубська сільська рада     | с. Семидуби      | с. Семидуби                                                           |           |                 |                        |                     |
| 23 | Троянська сільська рада       | с. Троянка       | с. Троянка                                                            |           |                 |                        |                     |
| 24 | Шепилівська сільська рада     | с. Шепилове      | с. Шепилове с. Олександрівка                                          |           |                 |                        |                     |